# Ombre rosse (racconto)
Ombre rosse è un racconto scritto da R. E. Howard, il primo del ciclo di Solomon Kane.

## Annuncio
Nel numero del luglio 1928 di Weird Tales, nella sezione dedicata al numero del mese seguente, venne così annunciato il racconto di Howard:
Howard ne rimase soddisfatto come scrisse a Tevis Clyde Smith e Harold Preece nel giugno di quell'anno.

## Storia editoriale
Ombre rosse è il primo racconto mai pubblicato con protagonista lo spadaccino puritano Solomon Kane, all'interno del numero di Weird Tales dell'agosto 1928; intitolato inizialmente solo "Solomon Kane" venne poi cambiato su richiesta del curatore della rivista e fruttò ad Howard 80 dollari oltre all'illustrazione di copertina. Prima di proporlo alla rivista di Farnsworth Wright, Howard fece un tentativo con Argosy ma fu rifiutata come lui stesso ne scrisse in una lettera indirizzata a Tevis Clyde Smith della settimana del 20 febbraio 1928:
In una lettera del marzo successivo Howard racconta a Smith della vendita a Weird Tales specificando di aver usato la versione proposta ad Argosy senza aver attuato alcuna modifica al testo. In una lettera indirizzata a H.P. Lovecraft all'incirca dell'ottobre 1930, il texano spiega cosa tentò di fare relativamente all'ambientazione del racconto:
Dopo la morte di Howard il racconto è stato ristampato in una versione editata all'interno del volume Red Shadows pubblicato da Donald M. Grant nel 1968. Le successive ristampe da parte di Centaur Press e di Bantam Books contenevano a loro volta la versione contente le modifiche e solo nel 2004 è stata realizzata una ristampa priva di interventi editoriali pubblicata da Ballantine Books/Del Rey Books, The Savage Tales of Solomon Kane. 
In Italia è stato pubblicato per la prima volta nel Settembre 1979 all'interno del secondo volume della collana Il Libro d'Oro della Fantascienza edita da Fanucci editore, traduzione ad opera di Roberta Rambelli.
Una nuova traduzione basata sui testi originali privi di interventi editoriali è stata proposta all'interno del libro Solomon Kane. La saga completa edito da Il Palindromo nell'ottobre 2024.

## Fumetti
Marvel Comics
| Data           | Edizione inglese            | TItolo                    | Titolo italiano    | Sceneggiatura | Disegni                   | Colori        | Copertina      | Prima edizione italiana           | Data italiana |
| -------------- | --------------------------- | ------------------------- | ------------------ | ------------- | ------------------------- | ------------- | -------------- | --------------------------------- | ------------- |
| Dicembre 1976  | Marvel Premiere 33          | The Mark Of Kane!         | Il marchio di Kane | Roy Thomas    | Howard Chaykin            | Dan Jackson   | Howard Chaykin | Thor 221 e 222 (Editoriale Corno) | Ottobre 1979  |
| Febbraio 1977  | Marvel Premiere 34          | Fangs Of The Gorilla God! | Il dio gorilla     | Roy Thomas    | Howard Chaykin            | Don Warfield  | Howard Chaykin | Thor 222 e 223 (Editoriale Corno) | Ottobre 1979  |
| Settembre 1985 | The Sword of Solomon Kane 1 | Red Shadows               | Ombre rosse        | Ralph Macchio | Bret Blevins e Steve Carr | Glynis Oliver | Bret Blevins   | Alien 5 (Labor Comics)            | Aprile 1986   |

Dark Horse Comics
| Data        | Edizione inglese          | TItolo                    | Titolo italiano | Sceneggiatura | Disegni       | Colori      | Copertina                       | Prima edizione italiana | Data italiana |
| ----------- | ------------------------- | ------------------------- | --------------- | ------------- | ------------- | ----------- | ------------------------------- | ----------------------- | ------------- |
| Maggio 2011 | Solomon Kane: Red Shadows | Solomon Kane: Red Shadows | n/a             | Bruce Jones   | Rahsan Ekedal | Dan Jackson | Guy Davis (colori Dave Stewart) | Inedito                 | n/a           |
| Giugno 2011 | Solomon Kane: Red Shadows | Solomon Kane: Red Shadows | n/a             | Bruce Jones   | Rahsan Ekedal | Dan Jackson | Guy Davis (colori Dave Stewart) | Inedito                 | n/a           |
| Luglio 2011 | Solomon Kane: Red Shadows | Solomon Kane: Red Shadows | n/a             | Bruce Jones   | Rahsan Ekedal | Dan Jackson | Guy Davis (colori Dave Stewart) | Inedito                 | n/a           |

## Edizioni
- Red Shadows, in Weird Tales Vol. 12 n. 2, Popular Fiction Publishing Company, agosto 1928.
- Ombre rosse, traduzione di Roberta Rambelli, ne Il Libro d'Oro della Fantascienza 2, Fanucci Editore, settembre 1979.